# Verband Evangelischer Diakonen-, Diakoninnen- und Diakonatsgemeinschaften
Der Verband Evangelischer Diakonen-, Diakoninnen- und Diakonatsgemeinschaften e.V. (VEDD) ist der Zusammenschluss diakonischer Gemeinschaften in Deutschland. Er vertritt die Interessen seiner 20 Mitgliedsgemeinschaften und den angegliederten Ausbildungsstätten gegenüber der Evangelischen Kirche in Deutschland (EKD) und der Diakonie Deutschland. Seine Hauptaufgabe besteht in der Förderung des Berufsprofils von Diakoninnen und Diakonen. Er unterstützt bei der Mitgestaltung des Diakonats in der Kirche und fördert Diakoninnen, Diakone und Mitarbeitende im Diakonat durch Fort- und Weiterbildungen. Auch die Kommunikation von diakonischen, kirchlichen und sozialpolitischen Themen liegt in seinem Aufgabenbereich. Das Berufsprofil soll stetig weiterentwickelt werden, damit sie den ihnen übertragenen Dienst zeitgemäß erfüllen können. Der VEDD bietet Diakoninnen und Diakonen in Deutschland ein berufspolitisches und spirituelles Netzwerk. Laut Satzung soll der Verband die Interessen seiner Mitglieder bündeln, gewichten und vertreten.
Der Verband hat eine Reihe von Impulsen und Büchern veröffentlicht und richtet satzungsgemäß regelmäßige Fachtagungen für die Mitgliedsgemeinschaften aus. Monatlich informiert ein digitaler Newsletter Interessierte über Entwicklungen in Diakonie, Kirche, Verband und Mitgliedsgemeinschaften.

## Organisation

### Organe
Alle Mitgliedsgemeinschaften entsenden zwei Delegierte zur Hauptversammlung, die in der Regel einmal jährlich stattfindet. Die Hauptversammlung wählt eine hauptamtliche Geschäftsführung sowie ehrenamtliche Vorstandsmitglieder. In ständigen Konferenzen treffen sich fachkompetente Mitglieder der Gemeinschaften, um Themen zu diskutieren und weiterzuentwickeln.

#### Geschäftsführung
Der derzeitige Geschäftsführer ist Diakon Tobias Petzoldt von der Gemeinschaft Moritzburger Diakoninnen und Diakone. Er begleitet die jeweils aktuellen Themen von Vorstand und Konferenzen. Regelmäßig besucht er die Mitgliedsgemeinschaften, Unternehmen und Ausbildungsstätten anlässlich Gemeinschaftstagen, Einsegnungen oder weiteren Veranstaltungen. Dabei spricht er über folgende Schwerpunktthemen:
- Vom Wert der Gemeinschaft: Diakonische Gemeinschaften als wichtiger Faktor für berufliche Identität, fachliche Qualitätssicherung und geistliche Verortung.
- Ankermenschen mit Werteherz: Zur besonderen Rolle von Diakoninnen und Diakonen in Kirche, ihrer Diakonie und bei diakonischen Unternehmen.
- Mein Lohn ist, dass ich darf: Arbeitszufriedenheit und Dienstmotivation in diakonischen Handlungsfeldern - und was es aktuell dafür braucht.[4]

#### Vorstand
Der Vorstand setzt sich aus von der Hauptversammlung gewählten Mitgliedern (stimmberechtigt) und Vertretungen der ständigen Konferenzen (ohne Stimmrecht) zusammen. Er tritt sechs bis acht Mal jährlich analog oder digital zusammen, bereitet die Hauptversammlung vor, verabschiedet den Haushalt und bearbeitet anstehende Themen.

#### Ständige Konferenzen
Satzungsgemäß arbeiten folgende Ständigen Konferenzen im Rahmen des VEDD:
- KLD: Konferenz theologischer Leiterinnen und Leiter diakonischer Unternehmen mit diakonischen Ausbildungsstätten und/oder diakonischen Gemeinschaften - Einmal im Jahr arbeitet die Konferenz aus Sicht der Träger an Fragen des Diakonats und der Bildungsstätten.
- KASD: Konferenz der Ausbildungs- und Studiengangsleitungen Diakonenausbildung - Bei den jährlichen Treffen berät und begleitet die KASD die Weiterentwicklung der Ausbildungen.
- Konferenz der Ältesten und Geschäftsführer der diakonischen Gemeinschaften - Das kollegiale Austausch-Forum der Gemeinschaftsleitenden tritt einmal im Jahr für eine mehrtägige Tagung zusammen
- StuBe: Konferenz der Studierendenbegleitungen - Bei den jährlichen Treffen tauschen sich die Teilnehmenden über aktuelle Themen aus den Ausbildungsstätten und über die personale Begleitung aus.
- BDK: Bundesdelegiertenkonferenz der Diakonenausbildungsstätten - Die BDK ist die Studierenden-Selbstorganisation im VEDD.[6]

### Geschäftsstelle
Die Geschäftsstelle des VEDD befindet sich in Berlin-Mitte im Haus der Diakonie (Caroline-Michaelis-Straße 1). Neben der Geschäftsführung gehören noch eine Assistenz (75 %) und ein Referat für Öffentlichkeitsarbeit (25 %) zur Geschäftsstelle.

## Geschichte
1876 schlossen sich die Leiter der  Brüderhäuser zu einer Konferenz zusammen. Am 12. Februar 1913 gründeten die Leiter einen Berufsverband, der ein klares Konzept anstrebte für den Beruf des Diakons: eine qualifizierte Ausbildung und eine kirchliche Einsetzung. Ein wichtiges Anliegen war dem Verband die wirtschaftliche Absicherung seiner Mitglieder. Ab 1933 nannte sich der Berufsverband Deutsche Diakonenschaft (DD). Während des Nationalsozialismus stand er der NS-Kirchenpartei Deutsche Christen nahe. Die erste Konferenz nach Kriegsende fand in Hessen statt - dort ging es vorwiegend um die verheerenden Verluste der Diakonenanstalten. Doch auch die Aufarbeitung der NS-Zeit beschäftigte den Verband über mehrere Jahre. 1951 wurde eine Geschäftsstelle Ost eingerichtet in Ostberlin. Nach der endgültigen Teilung Deutschlands kam es auch zu einer Trennung der DD, die 1973 durch die Gründung des Evangelischen Diakonenverbandes in der DDR (EDV) formal wurde.
1969 begann die erste Frau die Ausbildung als Diakonin - im Rauhen Haus in Hamburg. Andernorts sollte es noch lange dauern, bis Frauen zur Ausbildung zugelassen werden. Im gleichen Jahr wurde die Europäische Diakonenkonferenz (EDK) gegründet. Im April 1972 wurde in Rummelsberg die neu erarbeitete Satzung der DD angenommen. Die Hauptversammlung war fortan das oberste Organ, die ersten Ständigen Konferenzen entstanden. Im Herbst des gleichen Jahres zog die Geschäftsstelle von Berlin nach Bielefeld. 1984 wurde die erste Diakonin in den Vorstand des DD gewählt. Zum 75. Jahrestag des DD fand im Johannesstift in Berlin-Spandau eine Jubiläumsveranstaltung statt. Nach der Wiedervereinigung kam es 1991 zum Zusammenschluss von DD und EDV zum Verband Evangelischer Diakonen- und Diakoninnengemeinschaften in Deutschland e.V. (VEDD). Seit 1999 hat die Geschäftsführung ein neues Aufgabenprofil und aus den Vereinsvorsitzenden wurden Vorstandsvorsitzende. Die Geschäftsstelle zog erneut um von Bielefeld nach Kassel.
2005 wurde die Geschäftsstelle ein drittes Mal verlegt: nach Berlin-Zehlendorf. 2007 beschloss die Hauptversammlung eine überarbeitete Satzung. Die Abkürzung VEDD stand fortan für Verband Evangelischer Diakonen-, Diakoninnen- und Diakonatsgemeinschaften in Deutschland e.V. (VEDD). 2008 trat der VEDD dem Verbund Diakonischer Gemeinschaften in Afrika und Europa (DIAKONIA DRAE) bei.

## Mitgliedsgemeinschaften und Ausbildungsstätten

### Gemeinschaften
Heute gehören dem VEDD insgesamt 20 Mitgliedsgemeinschaften aus ganz Deutschland an:
- Brüder- und Schwesternschaft des Rauhen Hauses
- Brüder- und Schwesternschaft Johannes Falk Eisenach
- Brüder- und Schwesternschaft Martinshof e.V.
- Diakoneo Gemeinschaft Neuendettelsau
- Diakoniekonvent – Brüder- und Schwesternschaft Lutherstift in Falkenburg e.V.
- Diakoninnengemeinschaft Rummelsberg
- Diakonische Brüder- und Schwesternschaft Wittekindshof
- Diakonische Gemeinschaft der Brüder und Schwestern des Lindenhofes
- Diakonische Gemeinschaft der Evangelischen Stiftung Tannenhof
- Diakonische Gemeinschaft Hephata
- Diakonische Gemeinschaft Nazareth
- Diakonische Gemeinschaft Paulinum
- Diakonische Gemeinschaft Rickling
- Gemeinschaft Moritzburger Diakone und Diakoninnen
- Karlshöher Diakonieverband
- Martineum – Gemeinschaft evangelischer Diakoninnen und Diakone
- Neukirchener Bruderschaft des Erziehungsvereins
- Rummelsberger Brüderschaft
- Schwestern- u. Brüderschaft des Evangelischen Johannesstifts e.V.
- Züllchower-Züssower Diakonen- u. Diakoninnengemeinschaft

### Ausbildungsstätten
Teil des bundesweiten Netzwerkes sind ebenfalls die Ausbildungsstätten, an denen die Ausbildung / das Studium absolviert werden kann. Um diesen Beruf ausüben zu können, erlernt man zwei Professionen: Eine theologisch-diakonische Grundausbildung sowie einen staatlich anerkannten Sozial- oder Pflegeberuf. Potentielle Arbeitsfelder sind Kirche, Diakonie sowie staatliche und freie Träger. Die Ausbildung ist an den verschiedenen Orten unterschiedlich organisiert: Zum Teil findet sie an Fachschulen statt, andernorts als Studiengang an der Hochschule. Auch berufsbegleitende Möglichkeiten bestehen.